# سانتیاگو جنتیلتی
سانتیاگو جنتیلتی (انگلیسی: Santiago Gentiletti؛ زادهٔ ۹ ژانویهٔ ۱۹۸۵) بازیکن فوتبال اهل آرژانتین است.
از باشگاه‌هایی که در آن بازی کرده‌است می‌توان به باشگاه ورزشی لاتزیو، باشگاه فوتبال استاد برستوا ۲۹، باشگاه فوتبال جیمناسیا لاپلاتا، باشگاه ورزشی سن لورنسو آلماگرو، و باشگاه فوتبال آرژانتینوس جونیورز اشاره کرد.